# Test de fiabilitate
Test de fiabilitate (1981) este un roman science fiction al autorului român George Anania.

## Considerații generale
Acesta este primul roman science fiction scris de George Anania fără colaborarea lui Romulus Bărbulescu, deși cei doi au recunoscut că s-au ajutat reciproc în proiectele individuale. Romanul abordează probleme de genetică, în încercarea de a crea un organism imun la orice tip de virusuri. 
Alexandru Mironov a apreciat faptul că această carte este "scrisă cu nerv, capitole întregi se citesc cu sufletul la gură", dar a remarcat și "pasaje ceva mai trenante", ceea ce l-a determinat să considere că "scriitorii născuți prin diviziune din trupul regretatului Romulusbărbulescugeorgeanania realizează, fiecare, cărți bune, dar nu capodopere".

## Intriga

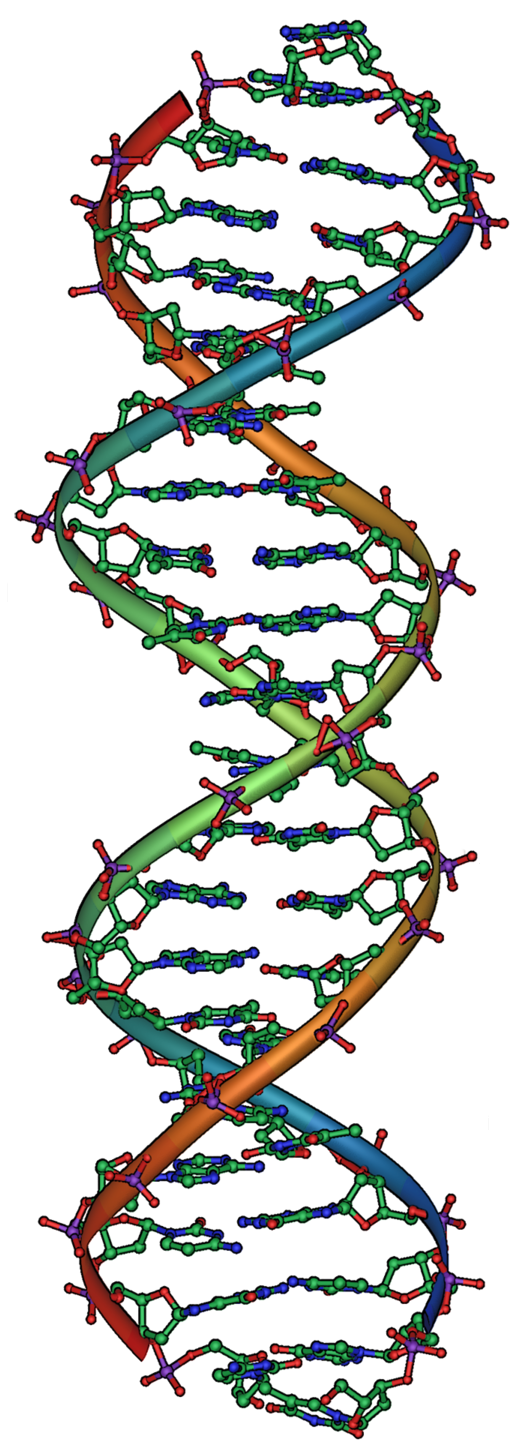
ADN-ul, baza moleculară a eredității. Fiecare șir de ADN este un lanț de nucleotide care se îmbină perfect la mijloc pentru a forma o scară răsucită.

Philip Warner, un renumit specialist în genetică, este chemat să lucreze pentru compania Thunderbird, unde trebuie să continue cercetările întreprinse de predecesorul său, Sorensen, care și-a distrus munca și s-a sinucis. În acest demers se bănuiește că a fost implicat și asistentul lui Sorensen, Mark Gregor. Munca lui Warner constă în descoperirea unei modalități de a modifica ADN-ul uman, astfel încât organismul să devină imun la orice fel de virusuri.
Poziția lui Warner este dificilă, deoarece toți îl compară cu predecesorul său și tot ceea ce face amintește de acesta. El caută consolarea în brațele lui Mad și în sfaturile prietenului său, doctorul Hendricks și îl îndepărtează pe Gregor din companie. Dar două evenimente îl determină să caute o altă abordare a problemei. Mai întâi are loc întâlnirea cu un vagabond pe nume Carmichael, care îl avertizează despre un presupus pericol în care se află. Ulterior, șeful său direct, Oliver Boyne, îl cheamă în audiență și îi dă un termen limită pentru a-și duce la bun sfârșit cercetările.
Warner ia din nou legătura cu Gregor, pentru ca acesta să îl ajute să în cercetările sale și să pună cap la cap datele descoperite de Sorensen și pe care acesta le ascunsese în uriașele baze de date ale companiei. Lucrurile par să intre pe făgașul cel bun dar, pe când participa la o serată organizată de contele Crane, laboratorul cu toate datele experimentului sare în aer, iar Gregor se sinucide. Warner este suspectat că a ales aceeași cale ca și Sorensen și este forțat să intre în laboratorul în flăcări, în încercarea de a mai salva ceea ce se poate.
Această experiență are un efect neașteptat. Supus atacului nemilos al tuturor virusurilor asupra cărora se lucra în laborator, organismul lui Warner ajunge capătă o imunitate ieșită din comun. Conștient de asta, Warner încearcă să evadeze și să scape personalului de la Thunderbird, constatând cu această ocazie că organismul său se poate adapta și mediului acvatic sau aerian și că se poate reface chiar și după ce a fost ciuruit de gloanțe.
Ajuns în acest punct, Warner acceptă o ultimă întrevedere cu doctorul Hendricks și află că el nu a fost altceva decât o piesă într-un puzzle. Toți cei din jurul său, de la Mad - fost iubită a lui Sorensen - la Hendricks și Crane au încercat să îl manipuleze astfel încât să refacă experimentele lui Sorensen. Chiar și dobândirea încrederii lui Gregor pentru a recupera datele informatice ascunse de Sorensen fusese tot strategia lor, deoarece nu putuseră obține cooperarea lui Gregor. Astfel, cu ajutorul lui Warner, compania a ajuns la rezultatul dorit, omul mutant nemuritor, chiar dacă Sorensen încercase să saboteze procesul.

## Lista personajelor
- Philip Warner - genetician de primă mână, angajat de compania Thunderbird să descopere posibilitatea ca organismul uman să devină imun la orice fel de virusuri
- Soren Sorensen - predecesorul lui Warner la Thunderbird, care și-a distrus descoperirile și s-a sinucis
- Mark Gregor - fost asistent al lui Sorensen, bănuit că ar fi fost complice la distrugerile cauzate de acesta
- Brett Hendricks - doctor la Thunderbird și prieten vechi cu Warner
- Contele Simon Crane - cibernetician la Thunderbird
- Oliver Boyne - șeful direct al lui Warner la Thunderbird
- Madeleine Thyl - fosta iubită a lui Sorensen, care devine iubita lui Warner în încercarea de a-l determina să facă jocul companiei
- Fred Talbot - șef al securității la Thunderbird
- Graham Linden - ziarist
- Joël și Sean - polițiști din serviciul de pază
- Carmichael - vagabond pe care s-au experimentat rezultatele parțiale ale descoperirii lui Sorensen și care a înnebunit

## Ediții
- 1981 - Test de fiabilitate, ed. Albatros, colecția "Fantastic Club", 272 pag.
- 2014 - Test de fiabilitate, ed. Nemira, colecția "Nautilus", 392 pag., ISBN 978-606-579-748-2